# Wanshun
Wanshun (kinesiska: 万顺) är en köping i sydvästra Kina. Den ligger i stadsdistriktet Changshou i storstadsområdet Chongqing, omkring 66 kilometer nordost om det centrala stadsdistriktet Yuzhong. Antalet invånare är 22 256. Befolkningen består av 11 141 kvinnor och 11 115 män. Barn under 15 år utgör 17,0 %, vuxna 15-64 år 69 %, och äldre över 65 år 12,0 %.